# Sommarsel
Sommarsel est une localité du comté de Nordland, en Norvège.

## Géographie
Administrativement, Sommarsel fait partie de la kommune de Hamarøy.